# يوليان كنول
يوليان كنول (بالألمانية: Julian Knoll)‏ هو لاعب كرة قدم ألماني، ولد في 11 يوليو 1999 في غوتا في ألمانيا. لعب مع FC Rot-Weiß Erfurt ‏.

## وصلات خارجية
- يوليان كنول على موقع قاعدة بيانات كرة القدم.إي يو (الإنجليزية)
- يوليان كنول على موقع بيانات كرة القدم. دي إي (الألمانية)
- يوليان كنول على موقع Soccerway.com (الإنجليزية)
- يوليان كنول على موقع عالم كرة القدم.نت (الإنجليزية)